# Como plaga de langosta
Como plaga de langosta es una película de drama histórico satírico estadounidense de 1975 dirigida por John Schlesinger y protagonizada por Donald Sutherland, Karen Black, William Atherton, Burgess Meredith, Richard Dysart, John Hillerman y Geraldine Page. Ambientada en Hollywood, California, justo antes de la Segunda Guerra Mundial, la película describe la alienación y la desesperación de un grupo dispar de individuos cuyos sueños de éxito no se hacen realidad. El guion de Waldo Salt está basado en la novela homónima de 1939 de Nathanael West.
La película ha llamado la atención de los académicos por sus comentarios críticos sobre la industria cinematográfica, así como por su descripción de pesadilla de Hollywood, y algunos críticos identificaron elementos de terror implícitos en las imágenes.

## Trama
Tod Hackett, aspirante a artista y recién graduado de Yale, llega al Hollywood de los años 30 para trabajar como pintor en un importante estudio de cine. Alquila un apartamento en San Bernardino Arms, un edificio de apartamentos en ruinas ocupado por varias personas, muchas de ellas al margen de la industria: entre ellas se encuentran Faye Greener, una vulgar aspirante a actriz; su padre Harry, un antiguo artista de vodevil; Abe Kusich, un enano que mantiene una tempestuosa relación con su novia, Mary; Adore Loomis, un niño cuya madre espera convertirlo en una estrella infantil; y Homer Simpson, un contable reprimido que desea a Faye. La habitación de Tod tiene una grieta en una pared causada por un terremoto; Pone una flor roja brillante en ella. Tod se hace amigo de Faye y asiste a la proyección de una película en la que ella tiene un pequeño papel, acompañada por Earle Shoop, un vaquero de westerns de serie B con el que está saliendo. Faye está decepcionada con la película después de descubrir que su aparición se ha visto gravemente truncada. Tod intenta entablar una relación con Faye, pero ella lo rechaza tímidamente y le dice que solo se casaría con un hombre rico.
Tod asiste a una fiesta en la mansión de Hollywood Hills, donde los asistentes se deleitan viendo películas de despedida de soltero. A pesar de sus dudas, Faye sigue pasando tiempo con Tod. Los dos tienen una fogata de campamento en el desierto con Earle y su amigo Miguel. Un Tod borracho se enfurece cuando Faye baila con Miguel y la persigue, aparentemente para violarla, pero ella lo rechaza. Algún tiempo después, Faye y Homer llevan a Harry a una reunión de la iglesia de los Santos Rodantes dirigida por una predicadora conocida como Big Sister, quien realiza una "curación" pública de él en un intento de curar su enfermedad cardíaca, pero posteriormente muere. Para pagar los gastos del funeral de Harry, Faye comienza a prostituirse.
El tímido y obsesivo Homer continúa compitiendo por el afecto de Faye y cuidándola después de la muerte de su padre. Los dos finalmente se mudan juntos y Faye continúa buscando empleo desesperadamente como extra de película. Mientras filma un drama de época con temática de Waterloo, Faye escapa de las lesiones durante un violento colapso del set y se reúne con Tod, quien es testigo del accidente. Posteriormente, Faye y Homer invitan a Tod a cenar. Los tres asisten a una cena en un club nocturno que ofrece un espectáculo de drag como entretenimiento. Durante la cena, Faye le confiesa a Tod que su relación con Homer carece de sexo, pero es amorosa y le ofrece seguridad. Más tarde, Faye y Homer organizan una fiesta a la que asisten Tod, Abe, Earle, Miguel y Claude Estee, un exitoso director de arte. Faye deambula por la fiesta, intentando impresionar a Claude y los demás hombres. Mientras está afuera, Homer observa a varios hombres borrachos adulando a Faye a través de una ventana. Cuando Faye se da cuenta de su presencia, lo acusa de ser un mirón antes de arrojar un jarrón por la ventana. Poco después, Homer se encuentra con Faye manteniendo relaciones sexuales con Miguel. Tod ignora pasivamente la escena, pero Earle la descubre y comienza a pelear con Miguel.
Posteriormente se está llevando a cabo el estreno de The Buccaneer en el Grauman's Chinese Theatre, al que asisten celebridades y una gran multitud de fanes y actores, entre ellos Faye. Tod, atrapado en el tráfico debido al evento, se da cuenta de que Homer camina sin rumbo por la calle. Intenta hablar con él, pero Homer lo ignora y se sienta en un banco cerca del teatro. Adore, que asiste al estreno con su madre, comienza a molestar a Homer antes de golpearlo en la cabeza con una piedra. Enfurecido, Homer persigue a Adore entre la multitud hasta un estacionamiento. Cuando Adore tropieza y cae, Homer comienza a pisotearlo violentamente, aplastando sus huesos y órganos, y matándolo. Los gritos agonizantes de Adore llaman la atención de la multitud, que se encuentra con Homer de pie sobre el cadáver ensangrentado del niño. Posteriormente, una turba persigue a Homer, lo golpea brutalmente y pronto estalla un disturbio en toda regla. Mientras tanto, un locutor en el estreno confunde la acción al otro lado de la calle con emoción por la película. Faye es asaltada en el tumulto, Tod sufre una fractura expuesta en la pierna y un automóvil es volcado, provocando un incendio. Mientras Tod observa el frenesí, es testigo de las apariciones de numerosas figuras goyescas sin rostro de sus pinturas que descienden a la escena.
Poco después, una mañana, Faye entra en el apartamento abandonado de Tod. Ella ve que todo fue retirado excepto la flor en la grieta de la pared, y sus ojos se llenan de lágrimas.

## Elenco
- William Atherton - Tod Hackett
- Karen Black - Faye Greener
- Donald Sutherland - Homer Simpson
- Burgess Meredith - Harry Greener
- Geraldine Page - Big Sister
- Richard Dysart - Claude Estee
- Bo Hopkins - Earle Shoop
- Pepe Serna - Miguel
- Lelia Goldoni - Mary Dove
- Billy Barty - Abe Kusich
- Jackie Earle Haley - Adore Loomis
- Gloria LeRoy - Mrs. Loomis
- Jane Hoffman - Mrs. Odlesh
- Norman Leavitt - Mr. Odlesh
- Madge Kennedy - Mrs. Johnson
- Natalie Schafer - Audrey Jennings
- Gloria Stroock - Alice Estee
- Nita Talbot - Joan
- Paul Stewart - Helverston
- John Hillerman - Ned Grote
- William C-tle - el director
- Paul Jabara - el animador del club nocturno

## Análisis
El estudioso del cine M. Keith Booker considera El día de la langosta como "una de las críticas cinematográficas más desagradables jamás producidas sobre la propia industria cinematográfica",  que describe a Hollywood como un "reino de pesadilla dominado por imágenes de sexo y violencia mercantilizados".  Booker señala que la película pretende representar a Hollywood y a Los Ángeles como un "vertedero en el que los sueños rotos pueden ser descartados para dar paso a los sueños cada vez más nuevos que la industria cultural estadounidense produce constantemente". 
Lee Gambin de ComingSoon.net considera El día de la langosta una "película que no es de terror y que en secreto si lo es...una aventura genuinamente aterradora en los rincones oscuros no sólo de una industria que se come su producto, lo vomita y se burla de él otra vez, sino también una maravillosa crítica a la fealdad y la desolación humanas." 

## Producción
La película se rodó en Los Ángeles (incluido Hollywood , Beverly Hills e Inglewood).  El estreno mundial tuvo lugar el 7 de mayo de 1975 en Los Ángeles. El edificio de apartamentos también fue un escenario de The Fortune.  El director William Castle tiene un breve cameo en la película como director de Hollywood.

## Recepción
Estrenada en la primavera de 1975, The Day of the Locust fue considerada un fracaso de taquilla tras su estreno. 
En su reseña en The New York Times, Vincent Canby la llamó "menos una película convencional que un panorama gigantesco, un espectáculo que ilustra la prosa desapasionada de West con una fidelidad al detalle que se encuentra más a menudo en una epopeya bíblica extravagante que en algo tan ridiculiza implacablemente la civilización americana... La película está lejos de ser sutil, pero no importa. Parece que se filmó mucho más material del que podría caber fácilmente en la película, incluso en 144 minutos... Es la realidad proyectada como su grosería, su cualidad más grande que la vida, es una parte tan importante de su estilo (y de lo que West estaba escribiendo) que uno respeta las extravagancias, la escala casi lunática en la que Schlesinger ha filmado sus secuencias clave. " 
Jay Gallos del Tiempo dijo; "El día de la langosta parece hinchado y exagerado, suena estridente porque está hecho con una combinación de autodesprecio y tenue superioridad moral. Esta es una película producida por el tipo de mentalidad de la que West se burlaba. La adaptación de Salt... "Se pierde lo más crucial: el tono de ira nivelada y compasión sesgada de West, su capacidad para hacer humana incluso la burla más grotesca". 
Roger Ebert, del Chicago Sun-Times, la calificó como una "película épica y atrevida... brillante en ocasiones, y con una gran cantidad de actuaciones agudas", citando la de Donald Sutherland como "una de las maravillas de la película". aunque expresó algunas reservas, señalando que "en algún momento del camino hacia sus vastas metáforas finales, Como plaga de langosta pierde su preocupación por sus personajes. Comenzamos a sentir que están marchando en respuesta a los requisitos de la historia, en lugar de vivir sus propias vidas. Y así dejamos de preocuparnos por ellos, porque de todos modos están condenados y no siempre por sus propios defectos". 
En el Chicago Reader, Jonathan Rosenbaum describió la película como "una reducción y simplificación dolorosamente errónea... de la gran novela de Nathanael West sobre Hollywood... Omite aspectos cruciales del surrealismo y la sátira del libro, aunque tiene un buen número de compensaciones si no te importa lo que se está pisoteando - entre ellas, la cinematografía de Conrad Hall y... una de las mejores actuaciones de Donald Sutherland." 
Channel 4 la consideró "fascinante, aunque defectuosa" y "a veces llamativa, amarga y en ocasiones simplemente extraña", y agregó que "las grandes actuaciones y el magnífico diseño hacen de esta una película espectacular y muy entretenida". 
Greg Ferrara para TCM, escribió "... tan poderosa como cualquier película sobre la industria cinematográfica que existe y, en mi opinión, transmite los temas y metáforas del libro exactamente en el tono correcto. No se equivocaron". En general, lo hicieron perfectamente bien al contar la historia, cinematográficamente, de una manera muy diferente a la del libro. Es dura, brutal, cruel e implacable. Pocas veces he visto una película más pesimista, pero it’s [sic], todo este fraude y desesperanza que nos rodea está bien presentado y bien tomado". 
Prisma juzgó: “La sátira de Hollywood de Schlesinger [...] fue un intento completamente noble de mostrar un espejo a la fábrica de sueños. […] Es sorprendente que Hollywood sea capaz de adoptar enfoques tan autocríticos una y otra vez, pero cada vez más raramente: Faye Greener, que ha degenerado en una puta noble, representa el desgaste humano que produce el entorno de Hollywood. Hay tanta miseria y miseria detrás de su idolatría del estrellato como en la multitud de personas vanamente esperanzadas y decepcionadas. Al final de la película, los sueños fallidos de felicidad y esplendor se convierten en furiosa desesperación y provocan un asesinato sin sentido que provoca un revuelo masivo. 
La película se proyectó en el Festival de Cine de Cannes de 1975, pero no entró en la competición principal.  En Rotten Tomatoes, la película tiene una calificación del 61% según 33 reseñas. El consenso resume: "Aunque los temas del material original a veces están más allá del alcance de Como plaga de langosta, ésta es una adaptación que se puede ver constantemente y que gana su propio poder emocional". 

## Premios
Burgess Meredith como Mejor Actor de Reparto y Conrad L. Hall como Mejor Fotografía fueron nominados al Oscar en 1976. Karen Black como Mejor Actriz de Drama y Burgess Meredith como Mejor Actor de Reparto fueron nominadas al Globo de Oro en 1976.
Ann Roth ganó el premio BAFTA en 1976 por el vestuario. Burgess Meredith y Richard Macdonald fueron nominados al premio BAFTA en 1976 al Mejor Diseño de Producción.